# Йохан Мартин фон Щолберг
Йохан Мартин цу Щолберг (на немски: Johann Martin zu Stolberg; * 4 ноември 1594 в Ортенберг; † 22 май 1669 в Щолберг) е граф на Щолберг. Той е основател на „младата линия“ на графската фамилия Щолберг.
Той е вторият син на граф Христоф II цу Щолберг (1567 – 1638) и съпругата му графиня Хедвиг фон Регенщайн-Бланкенбург (1572 – 1634), дъщеря на граф Ернст I фон Регенщайн-Бланкенбург и графиня Барбара фон Хонщайн-Фирраден.
От 1639 г. той е управляващ граф на Щолберг заедно с по-големия му брат Хайнрих Ернст. На 31 май 1645 г. братята разделят собствеността. Хайнрих Ернст получава графството Вернигероде. Йохан Мартин получава графството Щолберг.
Йохан Мартин участва лично в последния немски райхстаг на старата империя 1654 г. в Регенсбург и подписва тогавашното имперско решение.

## Фамилия
Йохан Мартин се жени на 18 юни 1633 г. за Агнес Елизабет фон Барби-Мюлинген (* 18 декември 1600 в Мюлинген; † 6 януари 1651 в Барби), дъщеря на граф Йост II фон Барби-Мюлинген и София фон Шварцбург-Рудолщат. Те имат децата: 
- Христоф Лудвиг I (1634 – 1704), граф на Щолберг-Щолберг, женен на 29 октомври 1665 г. в Дармщат за ландграфиня Луиза Христина фон Хесен-Дармщат (1636 – 1697), дъщеря на Георг II фон Хесен-Дармщат (1605 – 1661)
- София Хедвиг (*/† 1635)
- Хайнрих Гюнтер (1637 – 1656)
- Фридрих Вилхелм (1639 – 1684), граф на Щолберг-Щолберг, женен на 1 декември 1674 г. за Христиана Елеонора фрайин фон Фризен (1659 – 1696)